# Grasulf II
Grasulf II (? – zm. ok. 651 w Cividale) – syn księcia Gisulfa I, książę Friuli w latach ok. 625–ok. 651.
Grasulf został księciem Friuli po zabójstwie jego bratanków Tasso i Kakko w Oderzo w ok. 625 przez Grzegorza, egzarchę Rawenny. Jego pozostali bratankowie, Radoald i Grimoald, udali się z Friuli do księstwa Benewentu, ponieważ nie chcieli przebywać pod rządami Grasulfa. Nic więcej nie wiadomo o Grasulfie, data jego śmierci nie jest pewna. Zmarł w Cividale.